# كهف لوكيل
كهف لوكيل هو كهف يقع في بابوا، إندونيسيا. يقع الكهف في قرية لوكيل ووسليمو، وادي باليم، جاياويجايا، بابوا.
يعتقد البابوايين أن الكهف هو أطول كهف في العالم، نظرًا لأنه لم يتم الوصول لنهايته بعد. حتى الآن، تمتد الرحلة بداخل الكهف إلى 3 كم.